# Civitella Benazzone
Civitella Benazzone is een plaats (frazione) in de Italiaanse gemeente Perugia.